# Данилов, Степан Николаевич
Степан Николаевич Данилов (25 декабря 1888, Витебск — 4 февраля 1978, Ленинград) — советский учёный в области органической химии, доктор химических наук (1935), профессор (1930). Член-корреспондент АН СССР (1943).

## Биография
С. Н. Данилов родился в Витебске в семье железнодорожного рабочего. В 1908 г. поступил на физико-математический факультет Петербургского университета. В 1914 году закончил обучение в университете и остался работать в нём ассистентом на кафедре химии в лаборатории А. Я. Фаворского и одновременно преподавал химию, физику и геометрию в 18-м городском училище. Начиная с 1920 года, читал лекции в Ленинградском университете, Педагогическом институте имени А. И. Герцена, Институте физического образования имени П. Ф. Лесгафта и др. В 1923—1928 гг. С. Н. Данилов работал инженером-химиком в Институте прикладной химии, в 1928—1931 гг. являлся консультантом Охтинского химического завода и руководил практикой студентов. С 1930 г. С. М. Данилов профессор, заведующий кафедрой Химико-технологического института и одновременно в 1931—1938 гг. руководитель лаборатории целлюлозы в Институте пластических масс. В 1934—1937 гг. читал курс лекций в Артиллерийской академии имени Ф. Э. Дзержинского.
Во время Великой Отечественной войны С. Н. Данилов в Казани, профессор Казанского университета. После возвращения в Ленинград в 1944 г. профессор Данилов возобновил работу на кафедре химической переработки целлюлозы Ленинградского химико-технологического института имени Ленсовета. В мае 1945 года. С. Н. Данилов стал заведующим кафедрами строения органических соединений и высокомолекулярных соединений в Ленинградском государственном университете, одновременно в 1947—1949 гг. директор Научно-исследовательского химического института при университете. В 1947 г. избран действительным членом Академии артиллерийских наук. В 1949 году С. Н. Данилов создает в Институте высокомолекулярных соединений АН СССР лабораторию химических превращений целлюлозы, в 1950—1952 гг. исполняющий обязанности директора, а в 1953—1960 гг. директор института.

## Научная деятельность
Научная деятельность С. Н. Данилова связана с химией углеродов и их производных, химией целлюлозы, полимеров, изучением изомерного преобразования в ряду кислородсодержащих органических соединений (альдегидно-кетонная перегруппировка Данилова) и др. Работая во время Великой Отечественной войны в Казанском университете, С. Н. Данилов руководил группой сотрудников, решавших оборонные задачи.
В 1918—1945 гг. С. Н. Данилов работал помощником и заместителем редактора журнала «Журнал Русского физико-химического общества. Часть химическая», в 1935—1951 гг. был членом реакционной коллегии журнала «Природа», с 1946 по 1978 г. главным редактором журнала «Журнал общей химии» и ответственным редактором издания «Труды Ленинградского химико-технологического института им. Ленсовета». С 1932 по 1948 г. С. Н. Данилов являлся членом Правления Леніградскага отделения Всесоюзного химического общества имени Д. И. Менделеева и председателем секции общей химии. С 1948 г. избран заместителем председателя Правления, а в 1951—1958 гг. был его председателем.

## Награды, премии и почетные звания
- 2 ордена Ленина;
- Орден Трудового Красного Знамени;
- Орден «Знак Почета»;
- медали;
- Премия имени Д. И. Менделеева;
- Премия имени Н. М. Зинина и А. А. Воскресенского;
- Почетный член Всесоюзного химического общества имени Д. И. Менделеева (с 1965 года).